# Ефект Матвія
Ефект Матвія (англ. Matthew effect) — феномен нерівномірного розподілу переваг, в якому сторона, яка вже ними володіє, продовжує їх накопичувати і примножувати, тоді як інша, спочатку обмежена, виявляється обділена ще сильніше і, отже, має менші шанси на подальший успіх. Сам термін був уперше запропонований американським соціологом Робертом Мертоном, який дав явищу таку назву по цитаті з Притчі про таланти в Євангелії від Матвія:

25:29 …бо всякому, що має дасться і примножиться, а у того, що не має, відніметься і те, що має.
Дію ефекту можна поспостерігати в соціології науки і наукометрії (різниця у визнанні і цитуванні робіт іменитих учених порівняно з аналогічними за якістю працями їх маловідомих колег), освіті (вплив швидкості засвоєння навички читання на подальший розрив між «здібними» і «відстаючими» учнями), економіці (концентрація багатства і розподіл бідності). Аналогічний приклад проявляється в хімії (реакція автокаталізу).

## Походження поняття
Роберт Мертон уперше вжив цей термін у статті 1968 року для журналу Science, де розглянув проблему накопичення переваг і нерівномірності розподілу статусів передусім в наукових співтовариствах. Згодом він розвинув цю тему у своїй другій роботі, яка побачила світ через 20 років.
До Мертона схожу проблему вивчали і інші дослідники. На початку 60-х Гаррієтт Цукерман провела з Нобелівськими лауреатами серію багатогодинних інтерв'ю, темою яких стала схильність наукового співтовариства приписувати усі заслуги ученим, що вже відбулися, і не звертати уваги на досягнення менш відомих фахівців. Більше того, Воррен Гагстром досліджував дані, отримані від молодих учених, і встановив, що вони у своїй науковій діяльності також стикаються з тим, що їхня робота не отримує належного визнання.
Згідно з Мертоном, той, хто має початкові порівняльні переваги в науковій сфері (серед яких потенціал, місцезнаходження в структурі науки і доступ до ресурсів), отримає не лише більше можливостей для подальшого успішного ведення роботи, але і більшу моральну і матеріальну винагороду. Так, на праці іменитого ученого звернуть значно більше уваги, ніж на аналогічні за якістю і значенням дослідження його маловідомого колеги.

### Свідчення нерівномірного розподілу
- Різниця у кількості публікацій: деякі учені за усе життя надрукували лише одну роботу або взагалі не мають друкованих праць, тоді як інші могли накопичити сотні або й тисячі статей
- Перекіс у співвідношенні між кількістю учених і їх публікацій: на 5-6 дослідників може доводитися більше половини усіх праць
- Дисбаланс в цитованості публікацій: за останні два десятиліття близько 2/3 усіх робіт згадувалися лише раз або не згадувалися іншими ученими зовсім

Як результат, розрив між «заможними» і «незаможними» тільки збільшуватиметься, причому цей процес може відбуватися у будь-якій сфері громадського життя, а не тільки у науці.

## Проблема
Нерівномірний розподіл винагород веде до того, що праці відомих учених починають сприйматися у відриві від їх змісту і реального значення. «Признається не сам результат, а „визнаний результат“, який іноді схожий на добрий результат». У цьому плані ефект Матвія нагадує Готорнський ефект, де на продуктивність праці впливала штучно створена змінна — саме експериментальне спостереження.

## Абсолютний і відносний ефект
Сам Мертон нарівні з деякими дослідниками констатував, що далеко не завжди описаний феномен приводить до нескінченного збагачення одних і мінімізації шансів для інших, тобто його дія не є абсолютною. У деяких ситуаціях (наприклад, у періоди глибокої економічної кризи) бідніють одночасно і «багаті», і «бідні», і навпаки. Крім того, хоч і досить рідко, але все-таки бувають випадки, де відзначається зворотна пропорційність: бідні багатіють, а багаті бідніють. Таким чином, первинна перевага не може бути абсолютною гарантією подальшого успіху, так само як і первинна обділеність не має на увазі недостачі в майбутньому. 

Деніел Рігні, який вивчав цей феномен і написав про нього декілька книг, виділяє 6 різних комбінацій, в яких може проявлятися ефект Матвія.
Розрив між «багатими» і «бідними» збільшується, коли:
1. багаті багатіють, а бідні бідніють, що є класичною ілюстрацією абсолютного ефекту Матвія
2. багаті багатіють, а бідні теж, але набагато повільніше ніж перші, що створює відносний ефект Матвія
3. багаті бідніють, а бідні бідніють ще швидше.

Розрив між «багатими» і «бідними» зменшується, якщо:
1. багаті бідніють, а бідні бідніють, але набагато повільніше ніж перші
2. багаті багатіють, а бідні багатіють ще швидше
3. багаті бідніють, а бідні багатіють, що є феноменом, протилежним до абсолютного ефекту Матвія.

Рігні розбирає один зі сценаріїв дії відносного ефекту Матвія на прикладі капіталізації відсотків: у Х і Y є вклади у банку під 10 % річних. При цьому вклад Х складає 1000$, а вклад Y — 100$. На момент відкриття вкладу розрив між X і Y складав 900$, але через рік зріс до 990$. Після 10 років на рахунку Х лежатиме 2594$, тоді як у Y — 259$. Отже, різниця у вкладах складе вже не 900, а 2335$. Хоч процентна ставка і зберігалася на одному і тому ж рівні усі 10 років, розрив між X і Y з часом збільшувався все сильніше. Попри те, що обидві сторони збільшували свій дохід, у Х це відбувалося швидше і у великих масштабах, а різниця між сумою вкладів ставала все значнішою.

### Протидіючі сили
У прогресивного збільшення розриву між «бідними» і «багатими» є свої межі. Оскільки нескінченне експоненціальне зростання неможливе, нерівність «поглиблюється до тих пір, поки не наштовхнеться на опір протидіючих сил». Ними можуть стати механізми, що сприяють більш рівномірному розподілу заслуг як між ученими, так і між університетами і науковими інститутами. Зокрема, жоден дослідницький центр не зміг би впоратися із занадто високою концентрацією талантів, оскільки це породило б напружену обстановку в колективі. 

Більше того, існують і зовнішні сили: здолати ефект Матвія можна, коли в кон'юнктурі ринку відбуваються кардинальні зміни, в суспільстві спостерігається зростання (чи, навпаки, скорочення) популярності і значущості егалітаристських рухів або ж держава вирішує втрутитися в ситуацію.

## Прояви

### Ефект Матвія в наукових колах
Мертон виділяє і приватні аспекти організаційної нерівності в науковому співтоваристві. По-перше, він розглядає накопичення переваг серед обдарованих молодих учених. Оскільки їхній талант, що рано проявився, сприймається як гарантія видатної роботи в перспективі, вони отримують більше привілеїв, ніж їхні однолітки, чиї роботи визнали посередніми. На думку Мертона, це може привести до виконання так званого самовтілюваного пророцтва. Так, багатообіцяючі юні дарування, що отримали матеріальну і моральну підтримку на самому початку, згодом примножать свої досягнення, тоді як ті, чий талант розвинувся не відразу і у результаті залишився непоміченим, втрачають можливості реалізувати свій потенціал.
Іншими словами, система винагороджує ранній розвиток, який може бути, а може і не бути передвісником появи здібностей в майбутньому.
По-друге, Мертон торкається проблеми нерівності не лише серед учених, але і наукових установ. Заклади, що мають на своєму рахунку безліч наукових досягнень, частіше стають об'єктами фінансування і притягають незрівнянно більше талановитих співробітників.

### Цитування
Ефект Матвія проявляється і в наукометрії: частіше цитувати і згадувати будуть статтю іменитого ученого, ніж його невідомого колеги. У кінці ХХ століття німецький дослідник Манфред Боніц виявив, що цей феномен актуальний не лише на рівні окремих учених, але і на рівні публікацій цілих держав — т. зв. ефект Матвія для країн. Для виявлення відхилень в цитуванні, пов'язаних з державною приналежністю авторів Боніц ввів "індекс Матвія ". Для кожного журналу він визначається по формулі (А — В) /В. «А — число фактично отриманих посилань на роботи авторів з цієї країни, B — очікуване число посилань, тобто число статей з цієї країни в журналі, помножене на середній рівень цитованості статей цього журналу. Якщо індекс вищий за нуль, країну цитують більше „норми“, і навпаки».

### Освіта
Канадський професор Кіт Станович визначив, що діти, які рано починають робити успіхи в навчанні читанню, швидше засвоюватимуть і інші навички. У свою чергу ті, хто до третього або четвертого року в початковій школі продовжує відставати, в майбутньому можуть зазнавати труднощі в навчанні і освоєнні чогось нового в принципі.
Річ у тому, що приблизно до третього-четвертого класу школярі виявляються залученими в якісно новий процес. Вони більше не «вчаться читати» (тобто декодувати написане слово в звучне, використовуючи знання алфавіту), а переходять до формули «читати, щоб вчитися». На перший план виходить розуміння сенсу тексту, так що ускладнюються і самі навчальні матеріали: тепер це не незв'язний набір простих речень, а насичені фактами книги і статті.
Учні, що не встигли належним чином освоїти читання, з цієї миті починають відставати, і з часом це відставання тільки збільшуватиметься.
Так, труднощі з читанням породжують проблеми з розумінням самого предмету і мотивацією. Станович встановив, що школяр, який зазнає труднощі в читанні, починає відчувати відразу до самого процесу і в результаті читає менше своїх здібних однокласників. Як наслідок, він не поповнює свій словниковий запас, не засвоює базові знання і не розуміє, як влаштований текст.

### Соціальні мережі й Інтернет
Стосовно соціальних медіа ефект Матвія тісно пов'язаний з вірусним поширенням інформації. З двох інтернет-матеріалів однакової якості і міри важливості більше шансів стати «вірусним» і швидко розлетітися по мережі у того, хто отримав більшу кількість посилань і переглядів. У результаті популярний ресурс стає ще популярнішим, а цитований — більше цитованим. Іншими словами, вебсторінка, що відображається при відповідному запиті в пошукових браузерах однієї з перших, притягає більше відвідувачів, і її контент прочитають в першу чергу. Визначальне значення в даному випадку матимуть алгоритми посилального ранжування сайтів.

## Критика терміну
Незважаючи на велике визнання, яке описане явище отримало в наукових кругах майже відразу після публікації роботи Мертона в 1968 році, доцільність використання самого терміну «ефект Матвія» ставилася під сумнів рядом критиків. Зокрема, колега Мертона Дейвід Сіллз сформулював головні причини претензій, що пред'являлися:
- питання про пріоритет: ті ж слова можна зустріти в Євангелії від Марка (4 : 25) і в Євангелії від Луки (8 : 18 і 19 : 26)
- проблема авторства: Матвію його приписує древня церковна легенда, хоча всі Євангелія були анонімними текстами
- проблема атрибуції: саму фразу вимовив не укладач тексту, а Ісус
- проблема інтерпретації: суть притчі глибша і складніша за принцип «чим більше, тим більше».

## Додатково
- Малкольм Гладуэлл (2009) Гении и аутсайдеры. Почему одним все, а другим ничего? 17-35 [Архівовано 29 березня 2017 у Wayback Machine.] (рос.)
- Stanovich Keith E. (1986). «Matthew Effects in Reading: Some Consequences of Individual Differences in the Acquisition of Literacy». Reading Research Quarterly 21 (4): 360—407.
- Torsten Henning Hensel (2010). Matthew Effect: The Power of Links [Архівовано 8 червня 2016 у Wayback Machine.]
- Michael Trucano (2013). The Matthew Effect in Educational Technology [Архівовано 7 січня 2017 у Wayback Machine.]